# 欧什
欧什（法語：Auch，法語：[ᴐʃ] ⓘ），法国西南部城市，奥克西塔尼大区热尔省的一个市镇，也是该省的省会和人口最多的城市，下辖欧什区，其市镇面积为72.48平方公里，2022年1月1日年人口数量为22,825人，在法国城市中排名第418位。
欧什位于热尔省中部，热尔河畔，是这一地区的中心城市。欧什历史悠久，自中世纪起长期为一个地方行政中心。欧什因欧什圣玛丽大教堂而闻名，该教堂位于欧什市中心，建成于17世纪末，是圣雅各之路上的重要一站，亦是当地的标志性建筑物。欧什亦为图卢兹西部重要的远郊卫星城，前往图卢兹市区的公路和铁路旅行时间均在1小时左右。

## 地名来源
“欧什”一名来源于高卢时期在阿基坦地区活动的一支民族，被称为，该地在被罗马人攻陷后被称为，后逐渐衍变成为“欧什”。
欧什的奥克语名称为。

## 历史

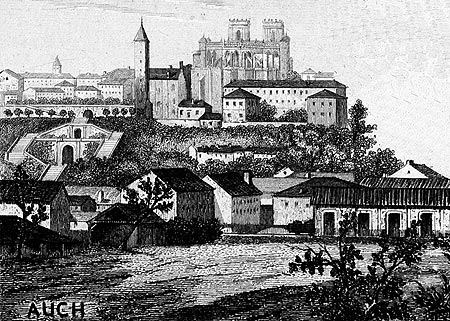
1883年的欧什

高卢时期，欧什是热尔河畔一个小村落，属于阿基坦。公元3世纪，包括欧什在内的阿基坦东部地区分离出了诺文波普拉尼亚行省，后遭受到了汪达尔人、苏维汇人、奄蔡、西哥特人和诺曼人的相继入侵，并对当地的本土文化遭到了严重的打击。公元7世纪，法兰克人建立了瓦斯科涅公国，定都欧什，同时也是阿马尼亚克行省的首府。公元十三世纪，圣雅各之路经过欧什，彼时，欧什也成为了一个帕雷阿日，由伯爵和主教共同管理，直至莱克图尔战役结束，这一地区才正式划归至法兰西王国。法国大革命后，欧什成为热尔省的省会，并保持至今。

## 地理

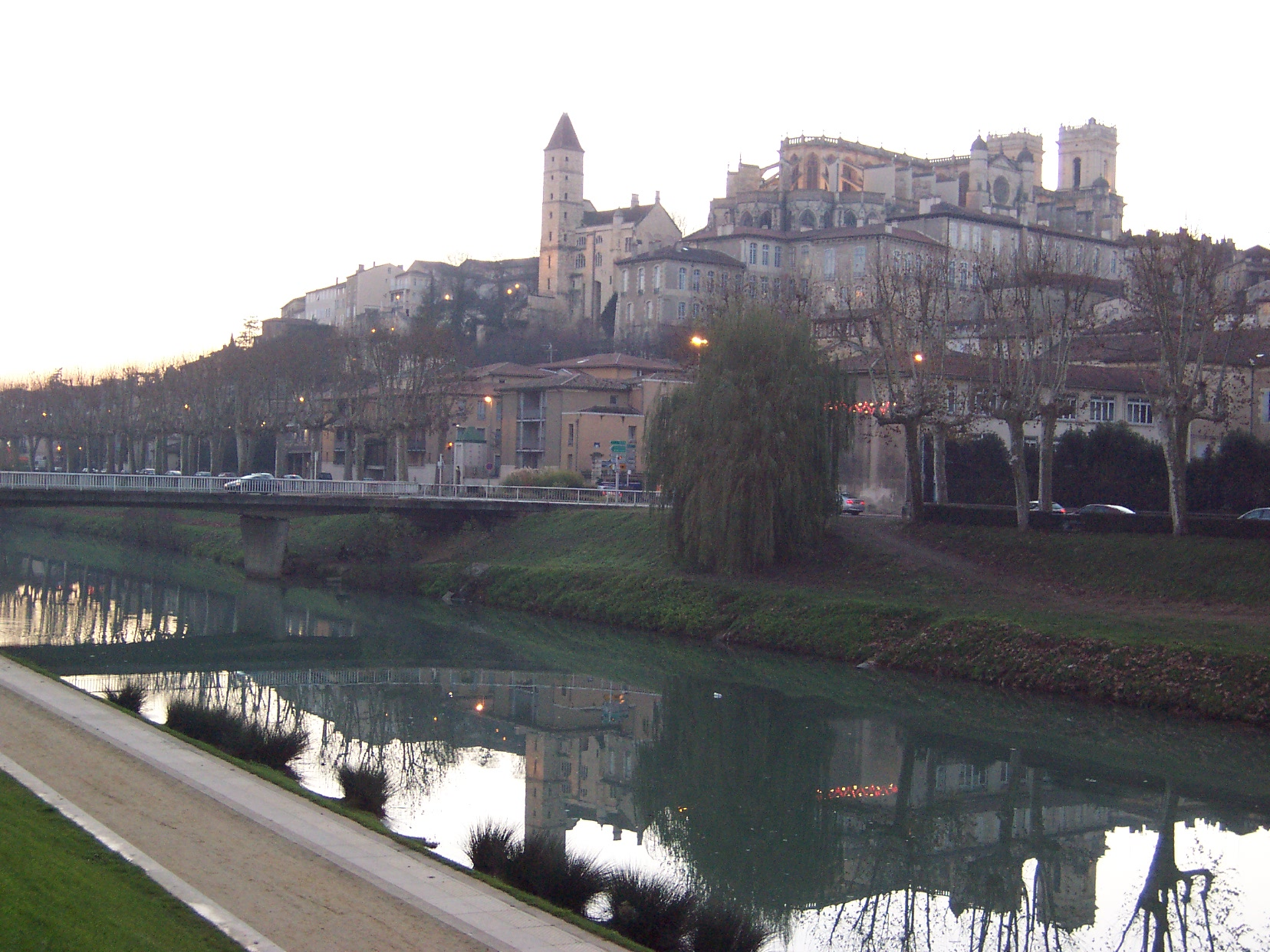
流经欧什市区的热尔河

欧什位于法国西南部，奥克西塔尼大区的西部和热尔省的中部，距离首府图卢兹大约80公里。与欧什接壤的市镇包括：巴朗、卡斯蒂永马萨斯、卡斯坦、迪朗、拉塞朗、勒布兰、蒙托莱克雷诺、蒙泰居、奥尔当-拉罗克、帕维、佩桑、普雷尼昂、罗克洛尔。

### 地形
欧什位于阿基坦盆地东部，市区以浅丘地形为主，地势由热尔河畔向两侧逐渐抬升，海拔在115至281米之间。

### 地质
欧什附近地表多为现代沉积物，适宜大部分农作物生长。其中欧什老城区已基本被人工建筑物覆盖。

### 水文
热尔河自南向北呈流经欧什市区内，平均宽度超过30米，属于法国五大流域当中的加龙河水系。

### 植被
欧什属于温带落叶林，除老城区外，主要街道两侧均有行道树。

### 气候
欧什在柯本气候分类法中属于带有地中海特征的温带海洋性气候，夏暖冬凉，受到比利牛斯山焚风影响，冬季气温有时会偏高。
欧什附近的拉莫特设有气象站，以下为该气象站的数据：
| 欧什拉莫特气象站1981–2010年数据 | 欧什拉莫特气象站1981–2010年数据 | 欧什拉莫特气象站1981–2010年数据 | 欧什拉莫特气象站1981–2010年数据 | 欧什拉莫特气象站1981–2010年数据 | 欧什拉莫特气象站1981–2010年数据 | 欧什拉莫特气象站1981–2010年数据 | 欧什拉莫特气象站1981–2010年数据 | 欧什拉莫特气象站1981–2010年数据 | 欧什拉莫特气象站1981–2010年数据 | 欧什拉莫特气象站1981–2010年数据 | 欧什拉莫特气象站1981–2010年数据 | 欧什拉莫特气象站1981–2010年数据 | 欧什拉莫特气象站1981–2010年数据 |
| 月份                            | 1月                             | 2月                             | 3月                             | 4月                             | 5月                             | 6月                             | 7月                             | 8月                             | 9月                             | 10月                            | 11月                            | 12月                            | 全年                            |
| ------------------------------- | ------------------------------- | ------------------------------- | ------------------------------- | ------------------------------- | ------------------------------- | ------------------------------- | ------------------------------- | ------------------------------- | ------------------------------- | ------------------------------- | ------------------------------- | ------------------------------- | ------------------------------- |
| 历史最高温 °C（°F）             | 20.9 (69.6)                     | 25.2 (77.4)                     | 27.8 (82.0)                     | 29.4 (84.9)                     | 33.7 (92.7)                     | 39.4 (102.9)                    | 39.6 (103.3)                    | 40.9 (105.6)                    | 38.0 (100.4)                    | 31.2 (88.2)                     | 26.5 (79.7)                     | 21.8 (71.2)                     | 40.9 (105.6)                    |
| 平均高温 °C（°F）               | 9.7 (49.5)                      | 11.6 (52.9)                     | 14.9 (58.8)                     | 17.0 (62.6)                     | 21.4 (70.5)                     | 25.0 (77.0)                     | 27.7 (81.9)                     | 27.9 (82.2)                     | 24.6 (76.3)                     | 19.8 (67.6)                     | 13.3 (55.9)                     | 10.1 (50.2)                     | 18.6 (65.5)                     |
| 日均气温 °C（°F）               | 5.3 (41.5)                      | 6.6 (43.9)                      | 9.2 (48.6)                      | 11.5 (52.7)                     | 15.6 (60.1)                     | 19 (66)                         | 21.3 (70.3)                     | 21.4 (70.5)                     | 18.1 (64.6)                     | 14.4 (57.9)                     | 8.8 (47.8)                      | 5.9 (42.6)                      | 13.1 (55.5)                     |
| 平均低温 °C（°F）               | 1 (34)                          | 1.6 (34.9)                      | 3.6 (38.5)                      | 6 (43)                          | 9.8 (49.6)                      | 13.1 (55.6)                     | 15 (59)                         | 15 (59)                         | 11.6 (52.9)                     | 8.9 (48.0)                      | 4.3 (39.7)                      | 1.7 (35.1)                      | 7.6 (45.8)                      |
| 历史最低温 °C（°F）             | −20 (−4)                        | −13.6 (7.5)                     | −10.5 (13.1)                    | −3.7 (25.3)                     | −0.8 (30.6)                     | 2.6 (36.7)                      | 7.3 (45.1)                      | 3.6 (38.5)                      | 2.5 (36.5)                      | −3.5 (25.7)                     | −10.5 (13.1)                    | −12.4 (9.7)                     | −20 (−4)                        |
| 平均降水量 mm（）               | 56.2 (2.21)                     | 48.8 (1.92)                     | 49.7 (1.96)                     | 71.1 (2.80)                     | 68.4 (2.69)                     | 57.9 (2.28)                     | 51.9 (2.04)                     | 57.1 (2.25)                     | 54.6 (2.15)                     | 57.3 (2.26)                     | 60.2 (2.37)                     | 52.2 (2.06)                     | 685.4 (26.99)                   |
| 月均日照時數                    | 92.4                            | 111                             | 167.6                           | 176.6                           | 196.8                           | 209.8                           | 234.6                           | 223.6                           | 197.2                           | 145.2                           | 94.5                            | 79.4                            | 1,928.7                         |
| 来源：                          |                                 |                                 |                                 |                                 |                                 |                                 |                                 |                                 |                                 |                                 |                                 |                                 |                                 |

## 行政区划
欧什是法国奥克西塔尼大区热尔省的一个市镇，编号为32013，它也是热尔省的省会。欧什下辖欧什区，管理欧什第一县、第二县和第三县，同时也是大欧什-加斯科涅之心城市圈公共社区的办公驻地。
法国国家统计与经济研究所（简称）在进行数据统计时，将欧什及相邻另外2个市镇设为欧什城市核心区，并将包括欧什在内的周边共47个市镇划为欧什城市区。同时，还将欧什市镇分为了16个“块区”（IRIS），以便于统计人口分布情况。

## 交通

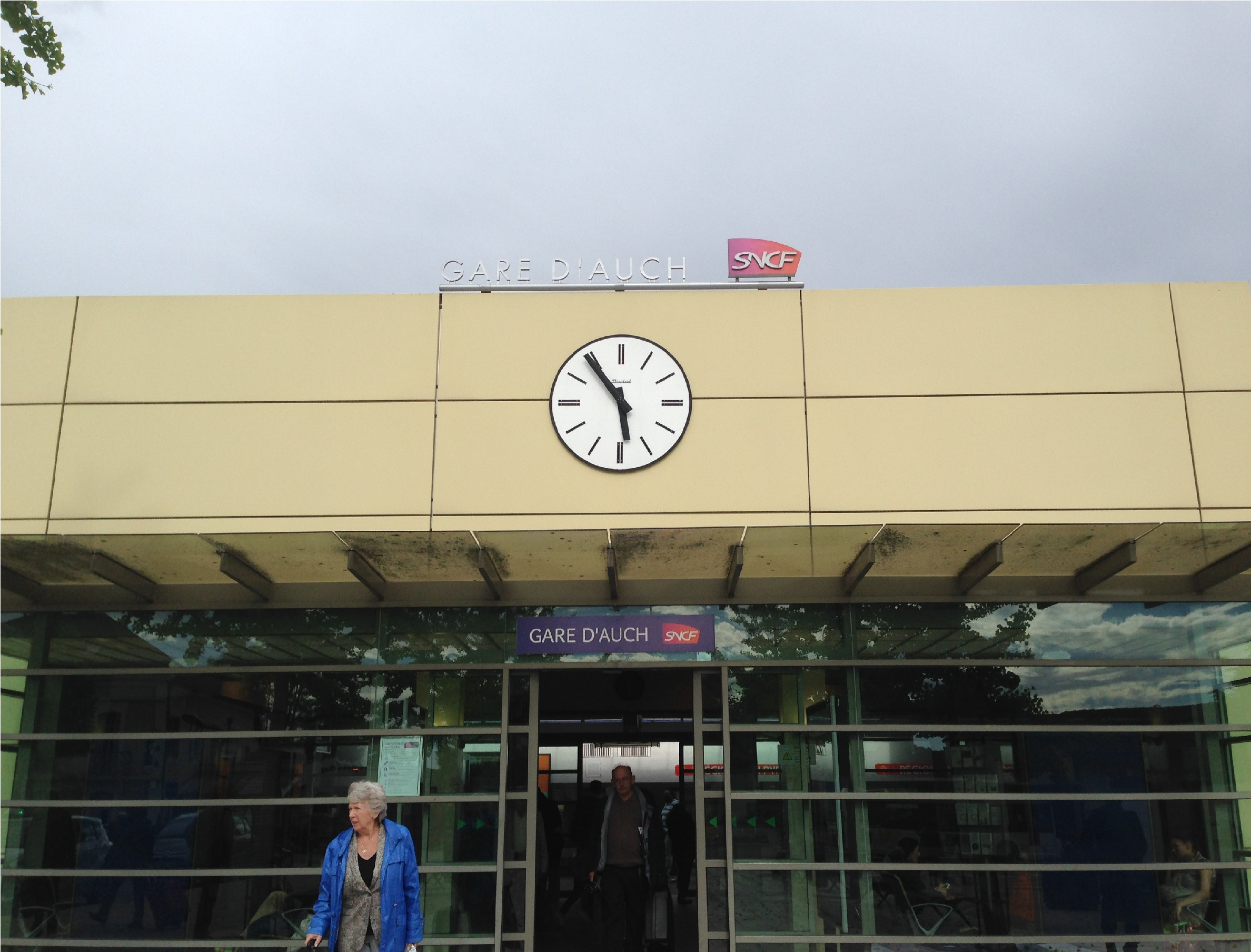
欧什火车站

### 公路
法国国道N21线和N124线在欧什市区北部十字交汇，另有多条热尔省省道经过欧什。
奥克西塔尼综合线路网开通多条常规线路，可前往图卢兹、阿让、塔布、蒙托邦、蒙德马桑和波城等地，同时开行前往周边主要市镇的校车线路。
2018年，69%的欧什家庭拥有至少1辆私人汽车。

### 铁路
欧什是圣阿涅－欧什铁路的终点站。欧什火车站是欧什市区内唯一的客运铁路车站，该站每天开行十余班前往图卢兹的区域列车。2018年，欧什站累计发送旅客数量19.2万人次。

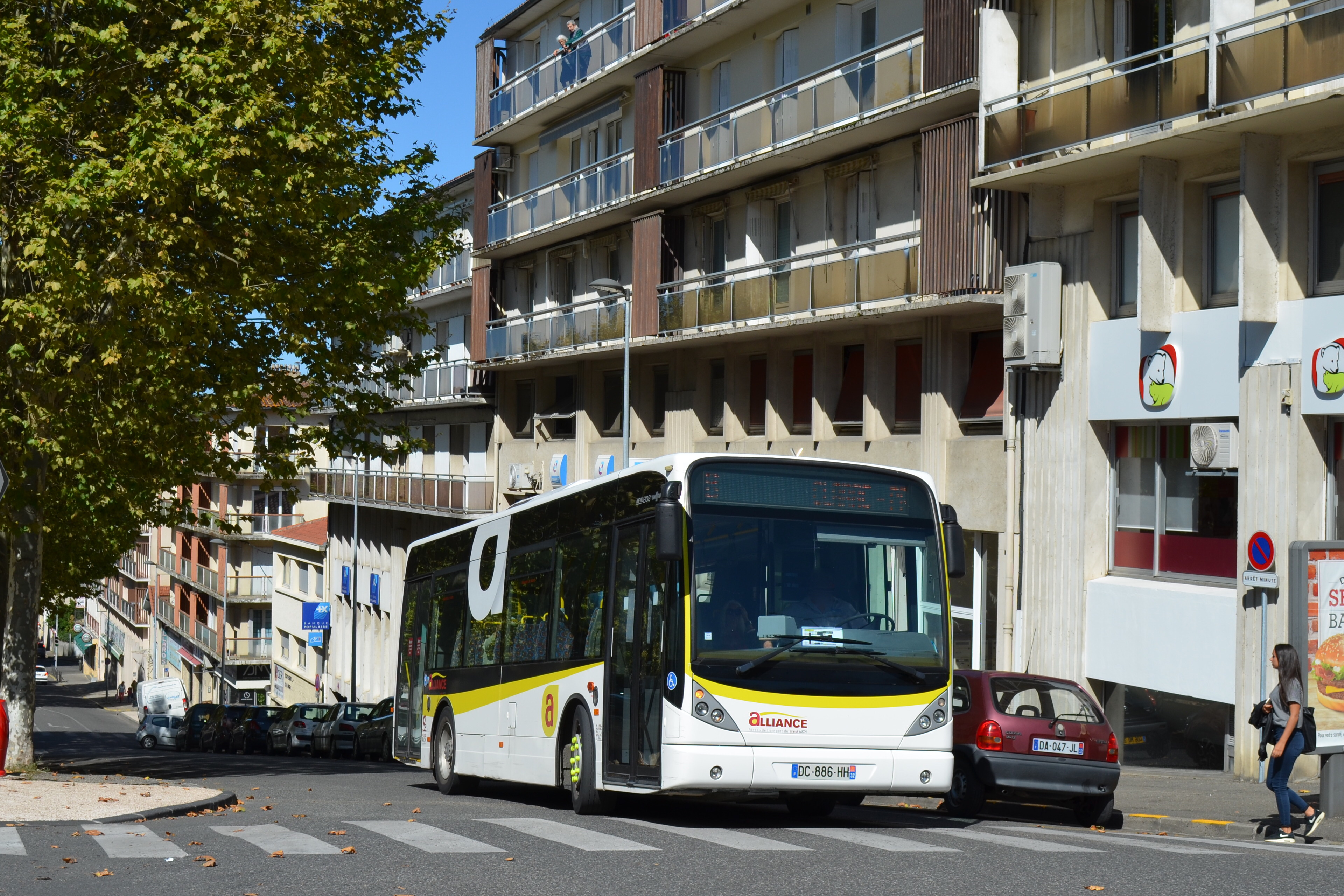
欧什街头的一辆小型公共汽车

### 航空
欧什-热尔机场位于欧什市区东北部，仅供军用飞机停靠；距离欧什最近的民用航空站为图卢兹-布拉尼亚克机场。

### 城市公共交通
欧什城市公共交通（商业名称为，意为“联合巴士”）由地方公共社区管理，凯奥雷斯运营，该线路网下辖6条市区公交线路，按照拉丁字母排序，覆盖了社区内的主要人口聚集区，同时还开设定制公交服务。

## 政治

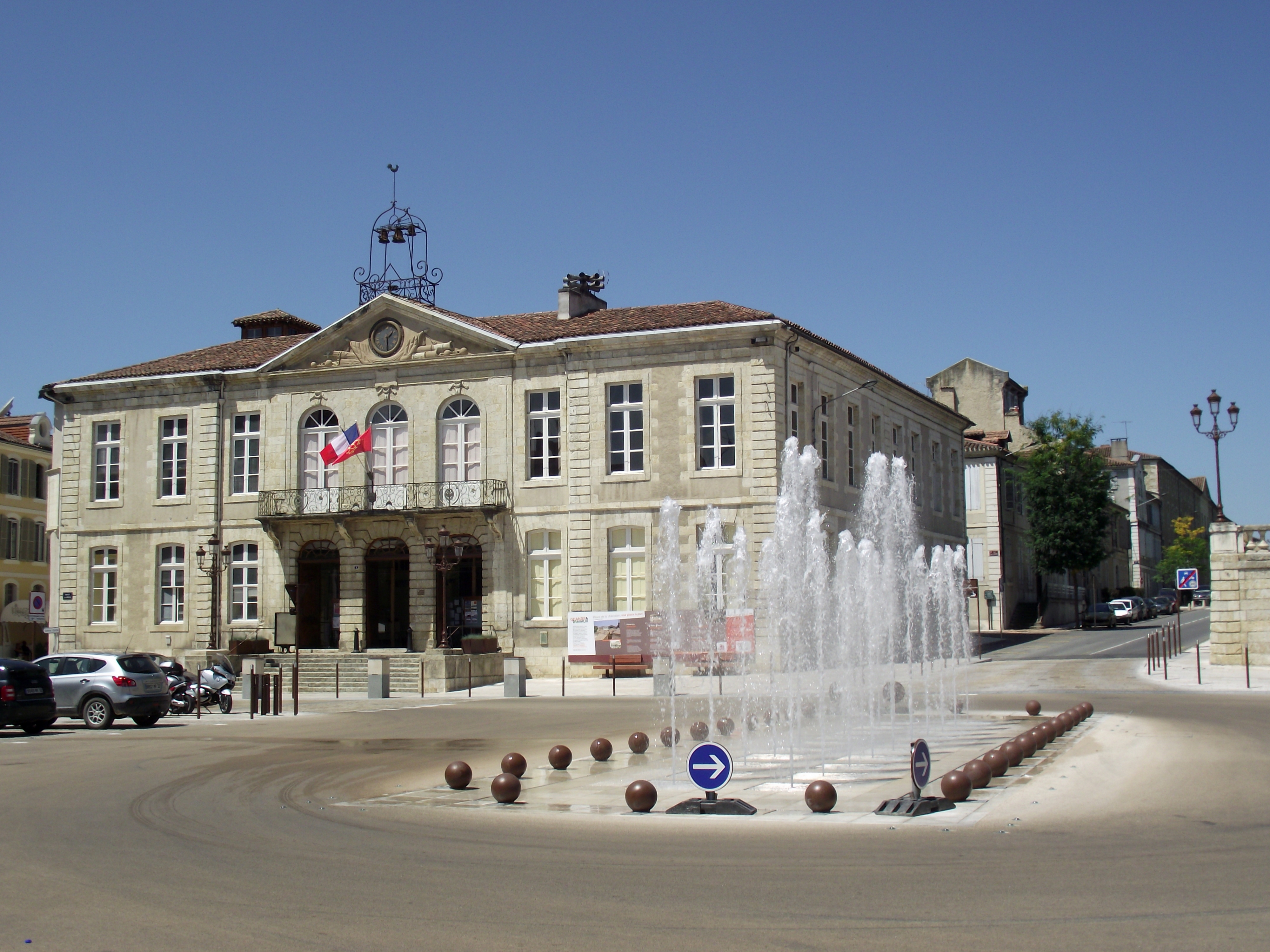
欧什市政厅

现任欧什市长克里斯蒂安·拉普雷邦德（Christian Laprébende）先生，为社会党的一名成员，在2020年的市政选举中获得55.58%的支持率。
| 欧什历届市长   |                       |                      |
| 任期           | 市长                  | 党派                 |
| 1944年－1947年 | 阿德里安·尼克斯       | DVG左翼无党派人士    |
| 1947年－1959年 | 保罗-埃米尔·德孔      | SFIO工人国际法国支部 |
| 1959年－1968年 | 帕特里斯·布罗卡斯     | RAD激进党            |
| 1968年－1977年 | 让·杜尔               | DVD右翼无党派人士    |
| 1977年－1995年 | 让·拉博德             | PS社会党             |
| 1995年－2001年 | 克洛德·德邦           | PS社会党             |
| 2001年－2008年 | 克洛德·贝塔耶         | PS社会党             |
| 2008年－2017年 | 弗兰克·蒙托热         | PS社会党             |
| 2017年－       | 克里斯蒂安·拉普雷邦德 | PS社会党             |

在2017年法国大选的第一轮和第二轮选举中，法国现任总统马克龙在欧什分别获得了26.76%和76.72%的支持率，均居所有候选人首位。

## 经济

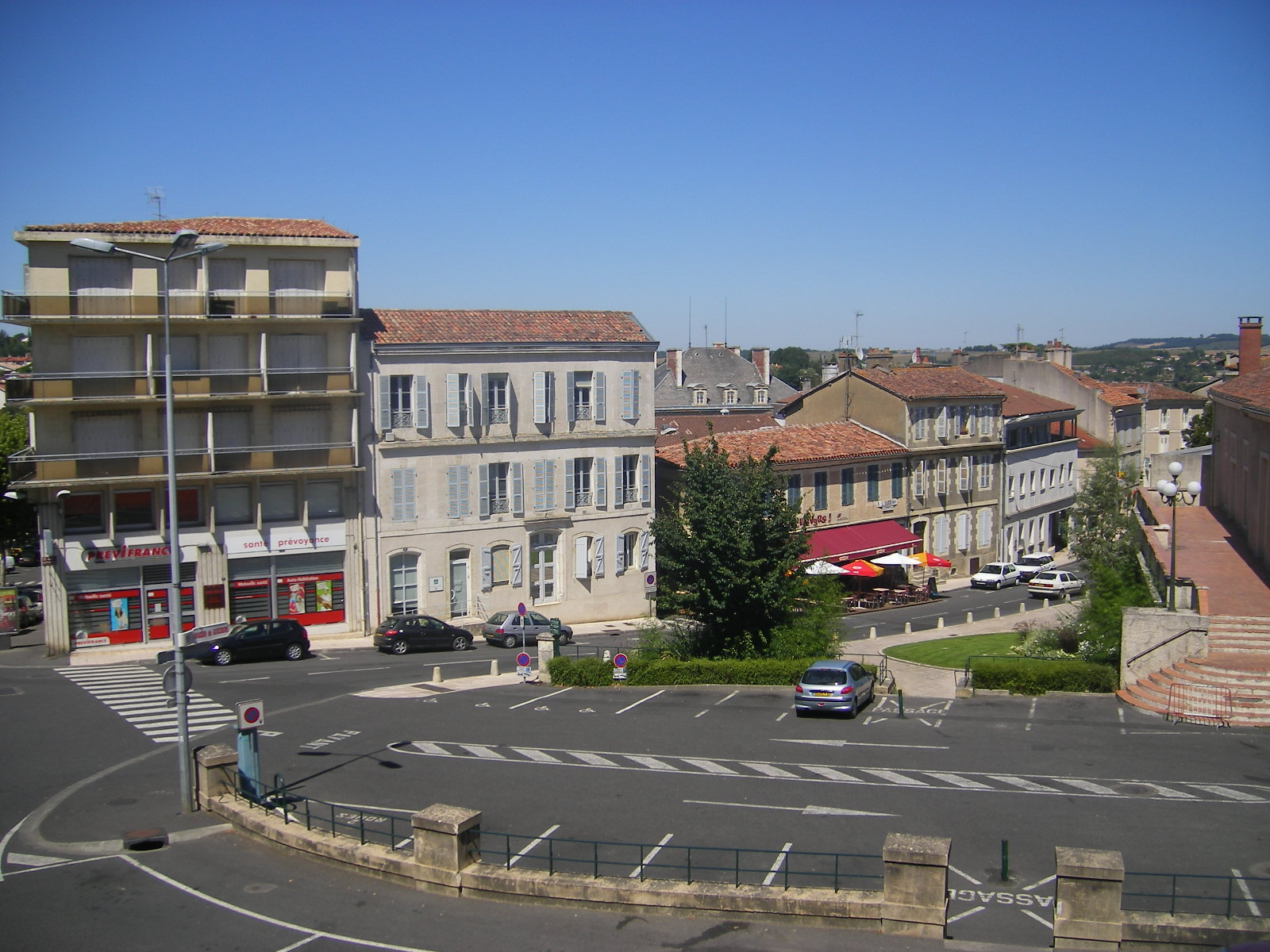
欧什市区

欧什为一个区域性的经济中心，热尔省工商会驻地。欧什附近共有四处运营中或计划修建的开发区。当地共有各类用人单位4,307家，平均历史为18年，其中98.76%为中小型企业（PME）。T3M大件农具（T3M Mecadoc Porcher，农业用品销售）、法尔博食品（SAS Farbos，食品销售）及CDP销售（CDP Distribution，综合销售）是当地2019年营业额最高的三个企业，分别为36,685,057欧元、33,677,974欧元和25,550,349欧元。

## 财政收入
2017年，欧什的财政支出总额为5405.8万欧元，财政收入总额为6147.9万欧元，债务总额为8381.9万欧元。
2014年，欧什的人均月纯收入为2,147欧元，其中高级职员为3,930欧元，低于法国平均水平（4,141欧元）；普通工人为1,807欧元，高于法国平均水平（1,637欧元）。
2016年，欧什的青壮年人口（15-64岁）失业率为8.2%。总人口中有42.6%拥有纳税资格。

## 人口
2016年，欧什的市镇范围内的合法人口数量为21,618，其中男性9,897人，女性11,721人，75岁及以上人口数量占比为11.7%，外籍人口1,334人，总人口数量在在全法国排名第418位。人口密度为298人/平方公里。2018年，欧什的出生人口数量为194人，死亡人口数量为303人。
当地居民被称为（男性）或（女性）。
| 年份   | 1936   | 1946   | 1954   | 1962   | 1968   | 1975   | 1982   | 1990   | 1999   | 2006   | 2011   | 2016   | 2017   |
| ------ | ------ | ------ | ------ | ------ | ------ | ------ | ------ | ------ | ------ | ------ | ------ | ------ | ------ |
| 人口數 | 13,313 | 15,253 | 16,382 | 18,918 | 21,462 | 23,185 | 23,258 | 23,136 | 21,838 | 21,545 | 21,871 | 21,618 | 21,935 |

## 社会事务

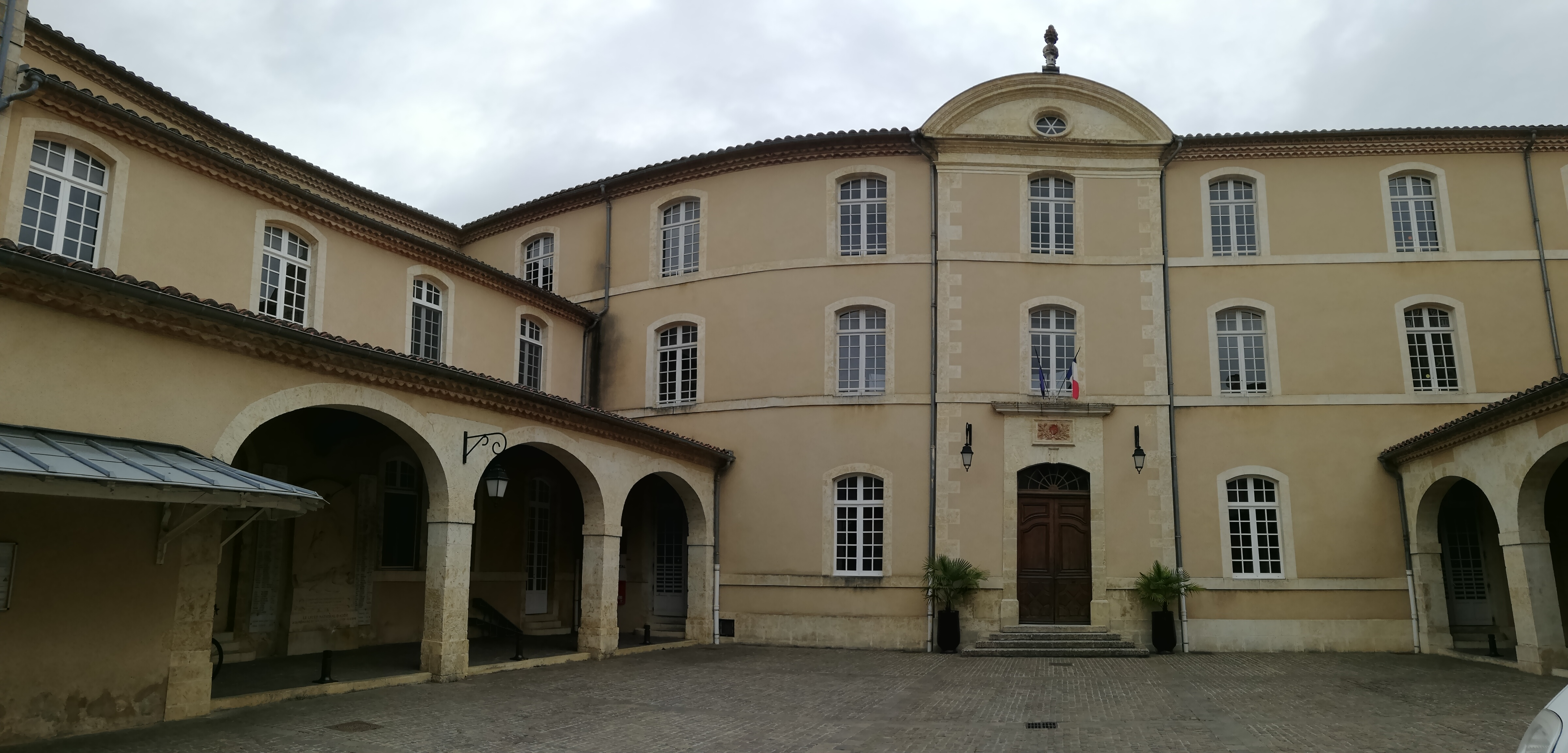
欧什萨利尼斯初级中学

### 教育
欧什属于图卢兹学区。截止2018年底，欧什境内共有8所幼儿园、10所小学、4所初级中学、3所普通高中、2所职业高中和1所农业高中，另有1处职业培训中心。2018－2019年学年度，欧什境内中等阶段在校学生总人数为3,542人。
图卢兹A级应用科技学院在欧什设有校区。

### 医疗
截至2018年1月1日，欧什境内共有全科医生40名、保健师28名、牙医34名、护士58名、儿科医生3名、眼科医生8名、皮肤科医生4名、助产士2名、儿科医生5名和妇科医生2名。市区内共有药房9家。
欧什中心医院（Centre hospitalier d'Auch）位于欧什市区，是该市境内规模最大的综合性医疗机构。
此外，欧什境内还有7家养老院和7处残疾人帮扶中心。

### 住房
2015年，欧什境内共各类居民住房21,996处，比上一年增加了118处。其中84.8%为常住居民住房。集中式居民楼主要分布在市区东部。

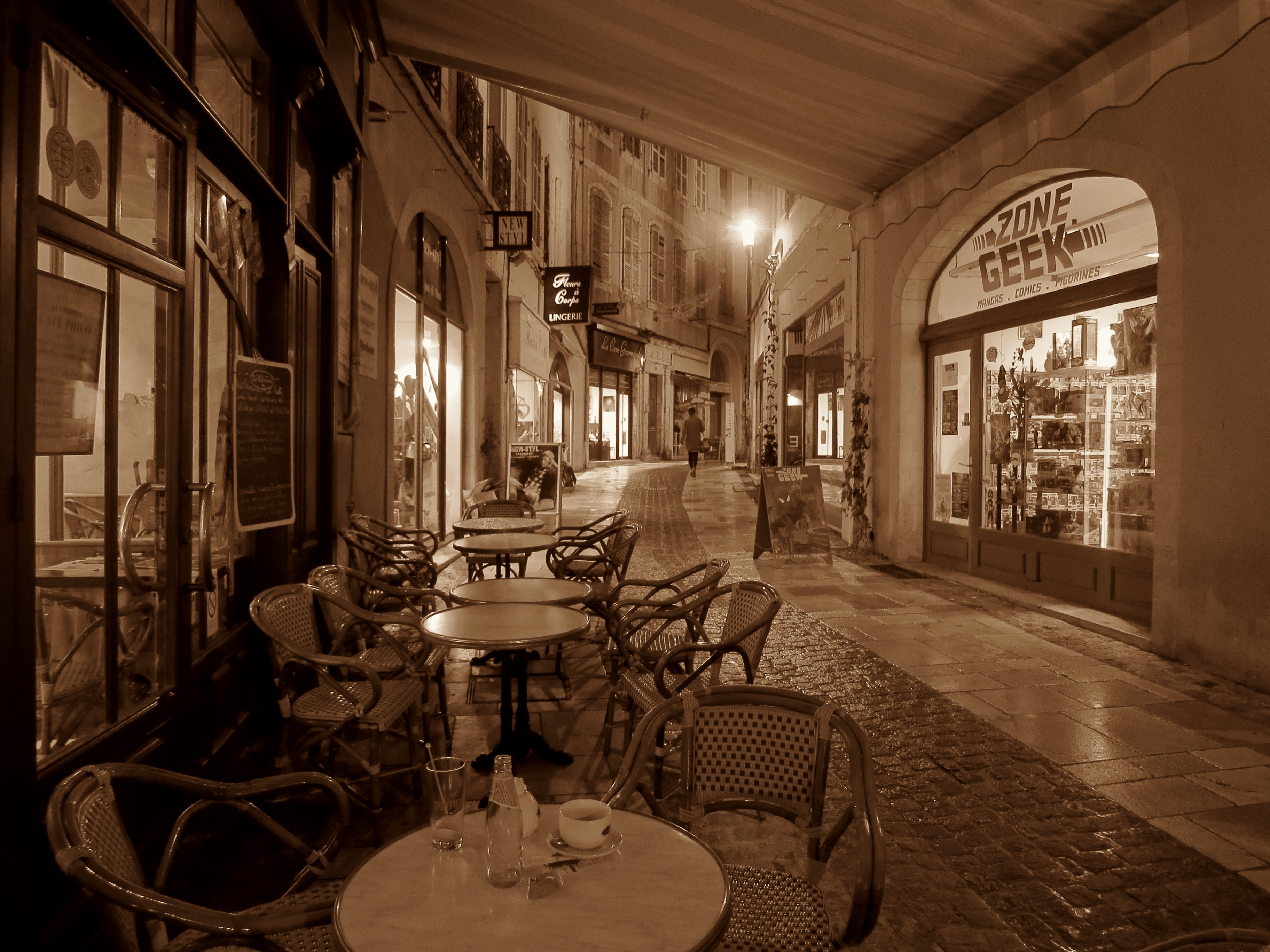
欧什街头的一处餐厅

### 商业
2015年，欧什境内共有各类商业铺面1,706家，其中餐饮服务类商业铺面707家，个体性的商铺主要位于欧什市中心，而欧什市区东北部的快速公路出入口附近则有大型商场分布。

### 体育
截止2019年初，欧什共包括1处游泳池、7个健身房、6个体育场、23个网球场、2个跑马场、6个足球或橄榄球场、8个篮球或排球场和1个高尔夫球场。
欧什足球俱乐部（Auch Football）是一个地方性的足球俱乐部，2019至2020赛季参加法国足球戊级联赛。

### 环境

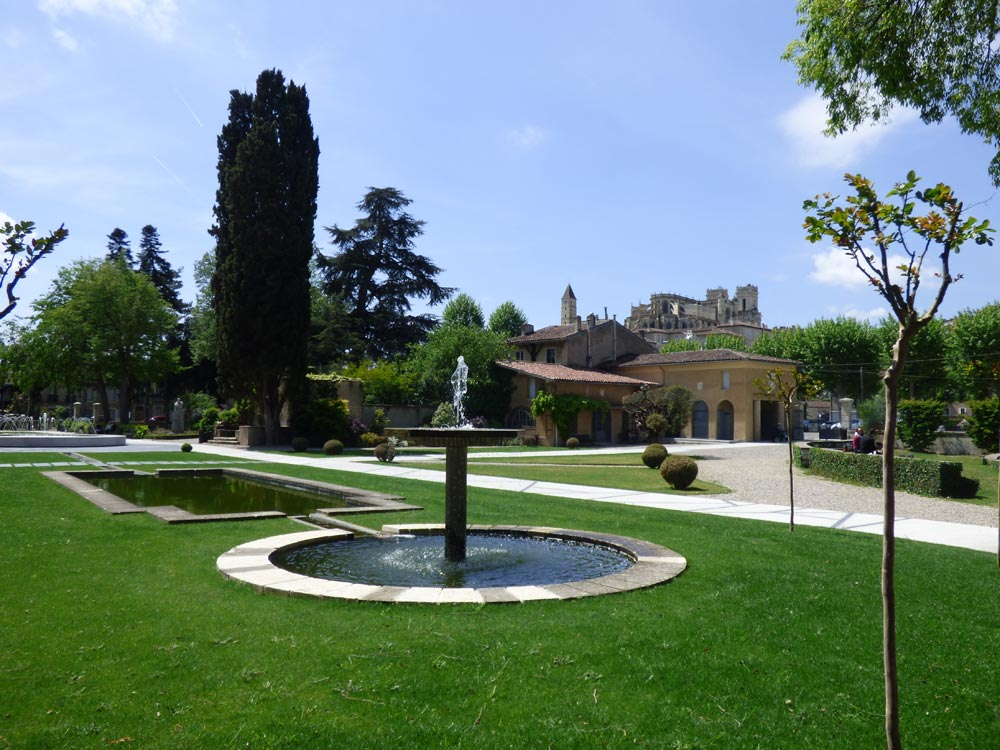
欧什市区内的奥尔托朗公园

欧什境内的环境和可持续发展事务由大欧什-加斯科涅之心城市圈公共社区负责。2015年，欧什市区内共有1家污染企业。

### 治安
欧什市区内共有一个派出所、一个国家宪兵队和一个消防站。
2014年，欧什及其附近地区共发生各类案件1,516起，其中盗窃类案件1,067起，经济类案件142起，毒品交易和运输案件40起。

## 文化
2019年，欧什境内设有1处歌剧院、1家电影院和1处博物馆，当地每年夏季举办地方性音乐节，冬季则举办圣诞集市。欧什市政府提供多媒体中心，向公众全年开放。

### 建筑
欧什境内有多处法国国家文物保护单位，其中欧什圣玛丽大教堂、热尔省政府大楼等为当地的代表性建筑物。

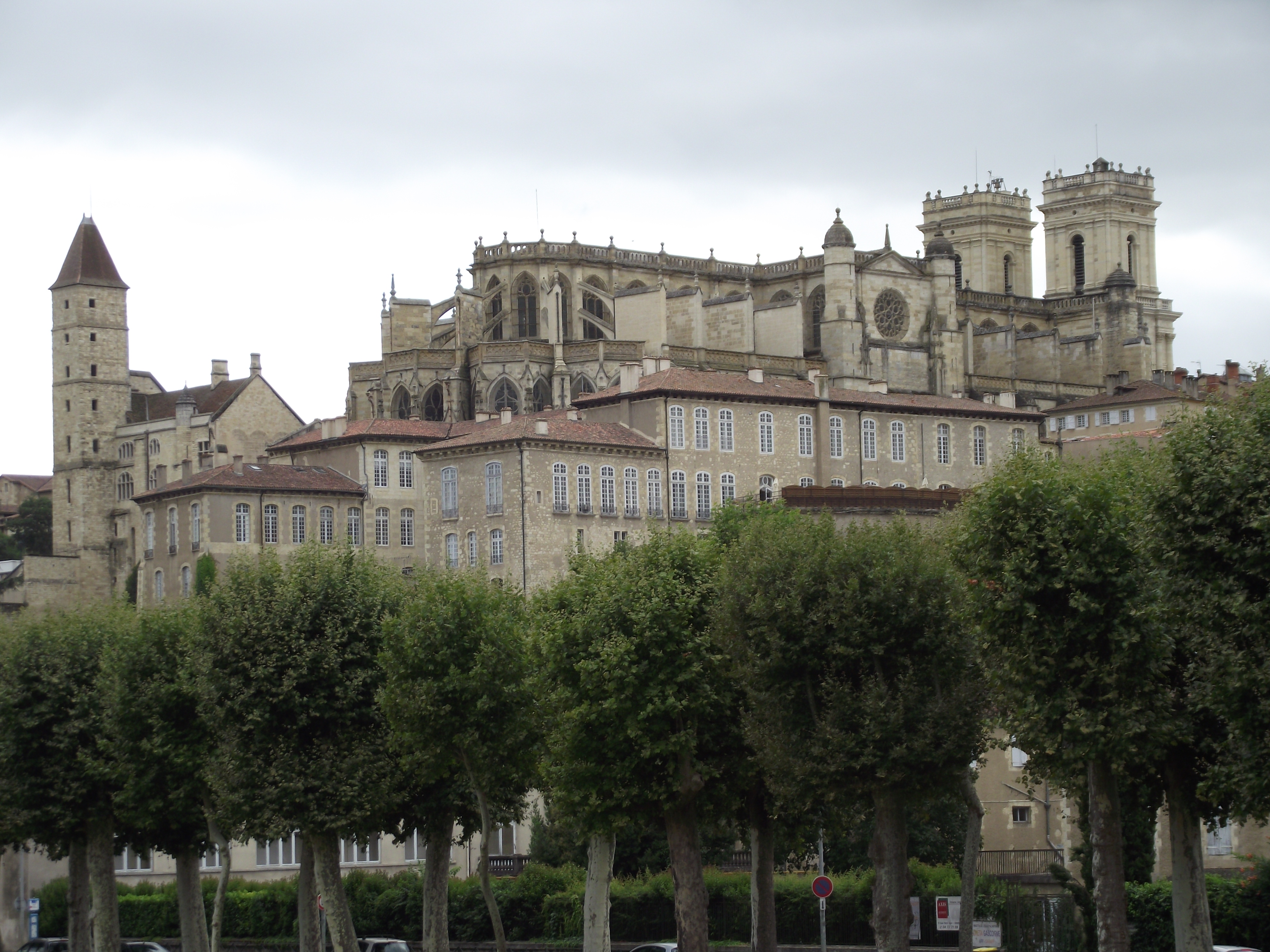
欧什圣玛丽大教堂
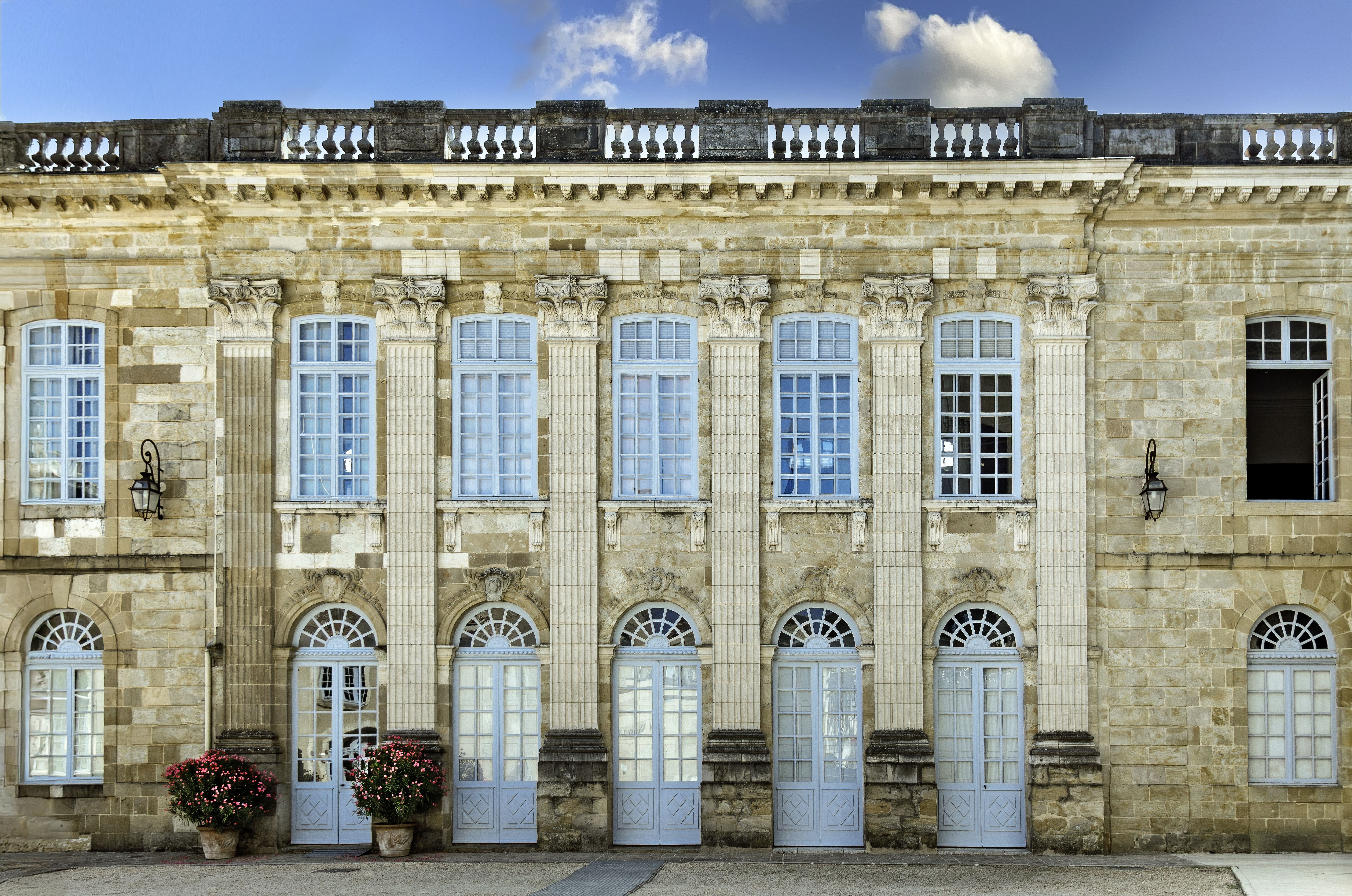
热尔省政府大楼
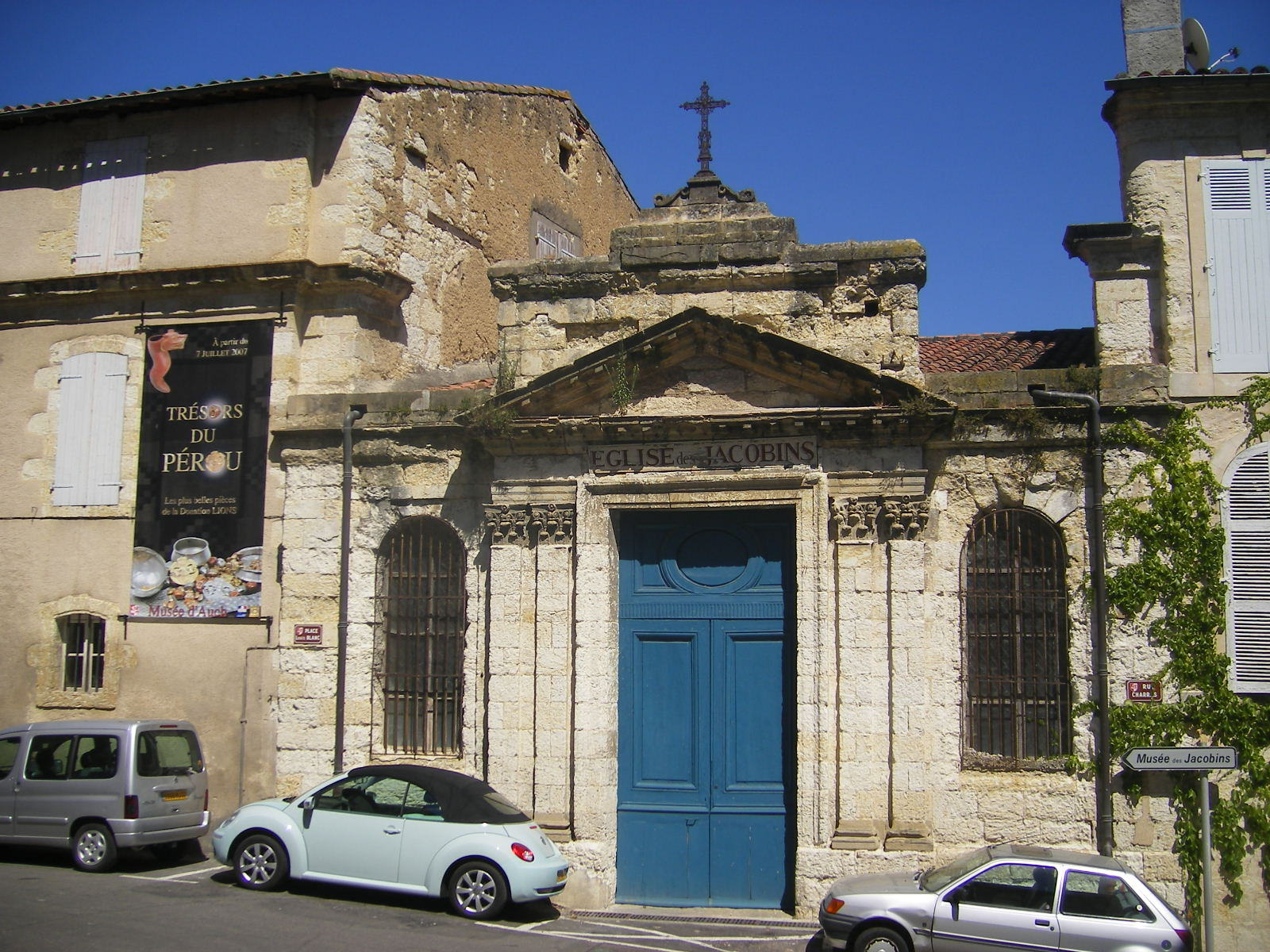
雅各宾教会
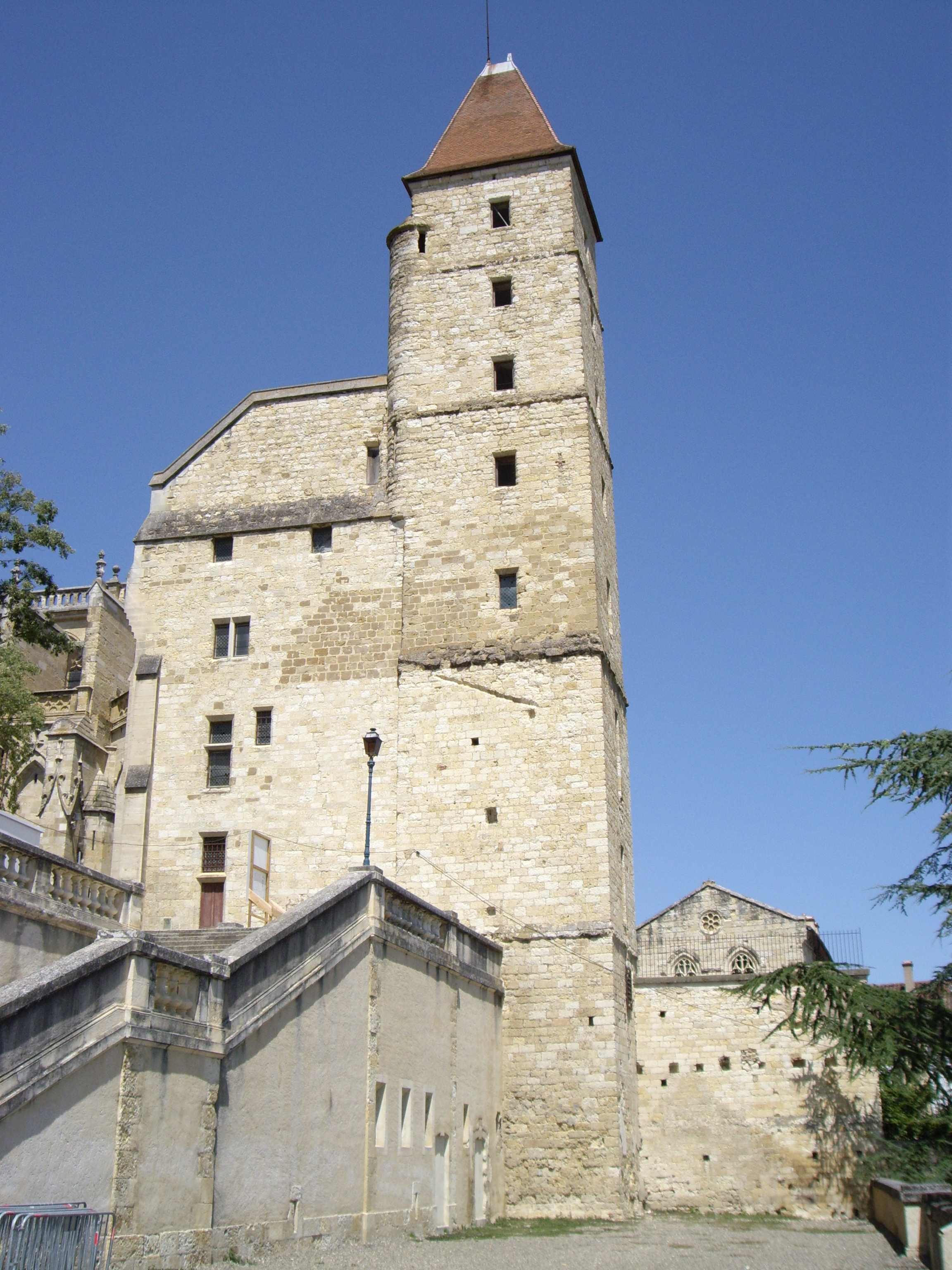
阿马尼亚克塔（法语：Tour d'Armagnac）
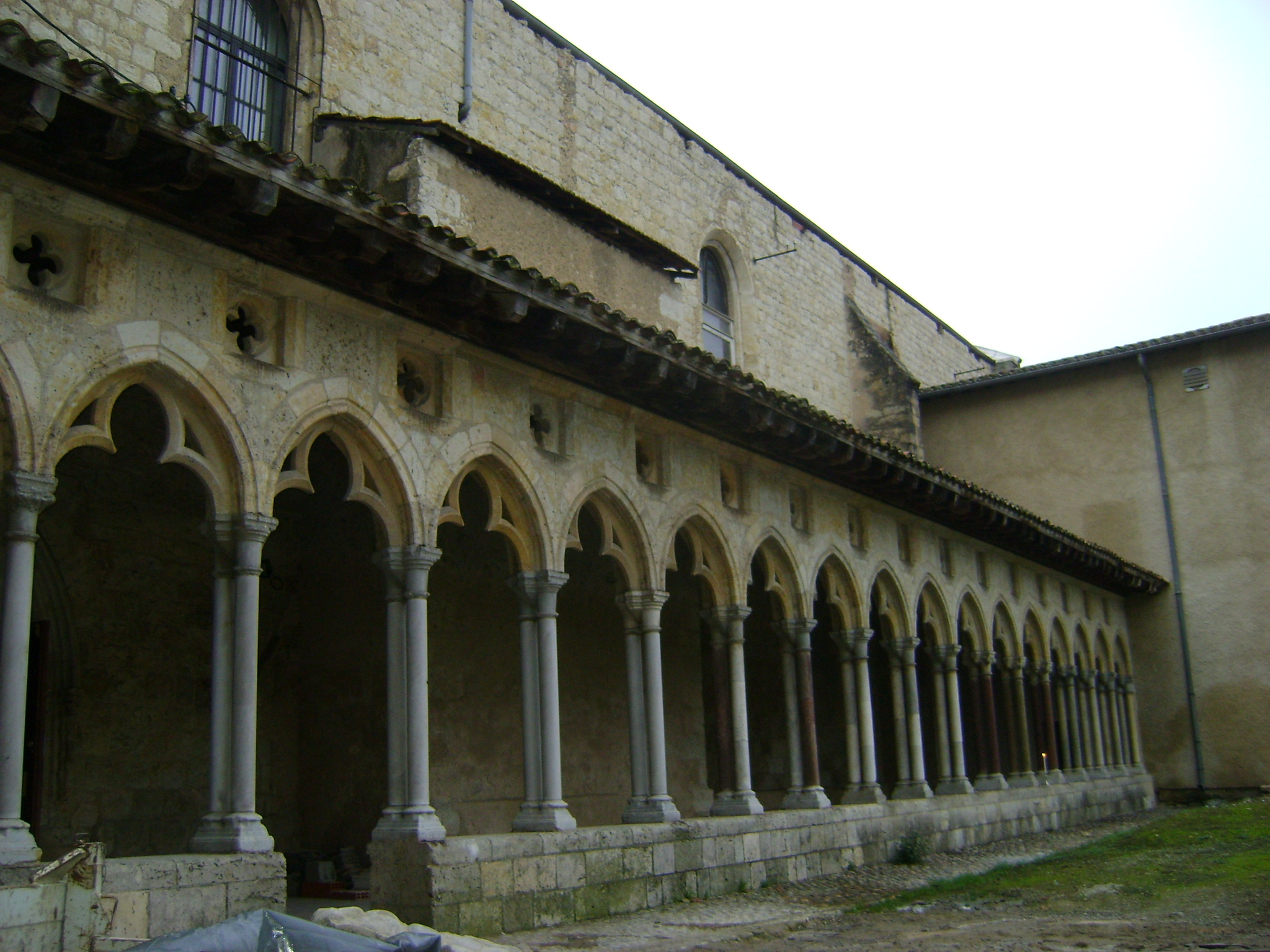
科德利埃会
欧什图书馆

### 旅游
欧什是法国艺术与历史之城，境内共有25处法国国家文物保护单位。其中欧什圣玛丽大教堂建于1680年，是欧什的重要的旅游景点，于1998年和圣雅各之路一道被列入《世界文化遗产》名录。此外，欧什大阶梯和欧什市政厅也是当地的地标性建筑物。
截止2018年1月1日，欧什境内设有1处旅游接待中心（Office de Tourisme）和7家宾馆共计245间房间。

### 媒体
法国本土主要的国家性电视台和广播电台在欧什均可接收，其中法国电视三台下属的奥克西塔尼大区频道在部分时段播放地区新闻。《南部追寻》是法国南部的重要地方性报刊媒体，总部位于图卢兹，在欧什设有分支，负责整个热尔省的发行。

## 友好城市
欧什与以下城市互为友好城市：
- 德国 梅明根
- 西班牙 卡拉泰乌德
- 中国 黄岛区